# Font de la Plaça de la Font de Ventalló
La font de la Plaça de la Font és una font protegida com a bé cultural d'interès local dins del nucli urbà de la població de Ventalló, a la part nord-oest del terme, a l'extrem de ponent de la plaça.
Es tracta d'una font de planta circular, bastida amb grans blocs de pedra rectangulars. Al mig hi ha el brollador, també circular i gravat amb dues dates, 1807 i 1830, probablement corresponents a les dates d'inici i finalització de la construcció.